# انفينيتي إف إكس
انفينيتي إف إكس (Infiniti FX) هي سيارة رياضية متعددة الأغراض متوسطة الحجم من صنع قسم السيارات الفارهة انفينيتي في شركة نيسان موتورز اليابانية. طرح الإف إكس للبيع في الأسواق عام 2003 وتأتي بفئتين «إف إكس 50» و«إف إكس 35». وبدأ إنتاج الجيل الثاني من الإف إكس عام 2009.

## الجيل الأول (2003-2009)
طرحت الإف إكس للبيع في الأسواق التجارية عام 2003 وقد جاءت بفئتين حسب حجم المحرك، الفئة الأولى أطلق عليها اسم FX35 وهي مزودة بمحرك بنزين ذو 6 إسطوانات سعة 3.5 لتر ومناول ترسي للحركة بخمس سرعات، فيما جهزت الفئة الثانية FX45 بمحرك بنزين من 8 إسطوانات سعة 4.5 لتر.

## انفينيتي FX 2013
في عام 2003 قامت شركة انفينيتي بإطلاق سيارة جديدة كليا حملت اسم اف اكس، بدلاً من سيارتها كروس اوفر ذات الحجم المتوسط انفينيتي كيو اكس 4، حيث ظهر هذا الطراز الجديد كلياً بشكل عصري ورياضي مؤكداً على هدف انفينيتي في إنتاج السيارات الفاخرة. برز عناصر شكل انفينيتي إف إكس الخارجي الانسيابي، تتمثل في الشبك الأمامي الكبير، مع أضواء أمامية مشدودة إلى الخلف تعمل بتقنية زينون، ومصممة بعناية لتلائم تصميم الخطوط الممتدة على جوانب السيارة، التي تساهم في منح السيارة ذلك المظهر الرياضيّ البارز، بالإضافة إلى إطارات معدنية قياس 19 انش. أما من الخلف، فينسجم زجاج انفينيتي اف اكس الخلفي المقوس، مع الأضواء الخلفية الأفقية التي تعمل بتقنية LED، بينما يحتوي المصد الخلفي على قسم علويّ بلون السيارة، ومخرجيّ عادم من الكروم.
المقصورة الداخلية في طراز انفينيتي اف اكس، زينت بالخشب والجلد الفاخرين، بالإضافة إلى وسائل ترفيهية مثل؛ شاشتي عرض على مساند الرأس، يمكن توصيلها بأجهزة ايبود أوالأجهزة الأخرى عبر تقنية بلوتوث. أما الكونسول الوسطي في طراز انفينيتي اف اكس فيحتوي على شاشة عرض كبيرة وواضحة، تعرض جميع المعلومات المتعلقة بالسيارة، مثل نظام الملاحة، والراديو والنظام الموسيقي، ونظام التكييف، مع ساعة بيضاوية تضفي المزيد من الفخامة، وتحتوي عجلة القيادة على أزرار يمكن استخدامها للتحكّم بالنظام الترفيهي، المرتبط بالنظام الصوتي عالي الأداء.
وتتوافر انفينيتي إف إكس بخيارين من المحركات؛ الأول سعة 5 لتر تتواجد تفاصيله في الأسفل، والثاني سعة 3.5 لتر من ست إسطوانات يولد قوة 303 حصان لتتسارع من صفر إلى 100 في 7.3 ثانية وتبلغ سرعتها القصوى 220 كم/س.

## وصلات خارجية
- تقرير انفينيتي FX